# CCNQ
CCNQ (англ. Cyclin Q) – білок, який кодується однойменним геном, розташованим у людей на довгому плечі X-хромосоми. Довжина поліпептидного ланцюга білка становить 248 амінокислот, а молекулярна маса — 28 369.
| 10         |  | 20         |  | 30         |  | 40         |  | 50         |
| ---------- |  | ---------- |  | ---------- |  | ---------- |  | ---------- |
| MEAPEGGGGG |  | PAARGPEGQP |  | APEARVHFRV |  | ARFIMEAGVK |  | LGMRSIPIAT |
| ACTIYHKFFC |  | ETNLDAYDPY |  | LIAMSSIYLA |  | GKVEEQHLRT |  | RDIINVSNRY |
| FNPSGEPLEL |  | DSRFWELRDS |  | IVQCELLMLR |  | VLRFQVSFQH |  | PHKYLLHYLV |
| SLQNWLNRHS |  | WQRTPVAVTA |  | WALLRDSYHG |  | ALCLRFQAQH |  | IAVAVLYLAL |
| QVYGVEVPAE |  | VEAEKPWWQV |  | FNDDLTKPII |  | DNIVSDLIQI |  | YTMDTEIP   |

A: Аланін

C: Цистеїн

D: Аспарагінова кислота

E: Глутамінова кислота

F: Фенілаланін

G: Гліцин

H: Гістидин

I: Ізолейцин

K: Лізин

L: Лейцин

M: Метіонін

N: Аспарагін

P: Пролін

Q: Глутамін

R: Аргінін

S: Серин

T: Треонін

V: Валін

W: Триптофан

Задіяний у таких біологічних процесах, як ацетилювання, альтернативний сплайсинг. 